# فرهاد ميرزا معتمد الدولة
[انحياز]
فرهاد ميرزا القاجاري المعروف بلقب معتمد الدولة (1818 م؛ 1233 هـ - 1888 م؛ 1305 هـ) هو معتمد الدولة فرهاد ميرزا ابن ولي العهد عباس ميرزا ابن فتح علي شاه القاجاري من مشاهير الاسرة القاجارية وهو عم ناصر الدين شاه القاجاري كان رجل إدارة وسياسة وادب وكان مؤرخاً جامعاً للفنون. تم تعيينه والياً على لورستان وخراسان، كما عينه ناصر الدين شاه نائباً للسلطنة خلال رحلته إلى اوربا. وله مصنفات كثيرة شهيرة منها (القمقام الزخار والصمصام البتار)فارسي في سيرة الإمام الحسين وشهادته، و (جام جم) في الجغرافية لتمام الكرة الأرضية وتواريخها في مائة واربعين باباً و (هداية السبيل) و (زنبيل) و (كنز الحساب) وغير ذلك. من ابرز اثاره التعمير الكبير الذي انفق عليه في الكاظمية في بغداد، وقد اشتمل التعمير على ما يأتي:
1. بناء سراديب منظّمة لدفن الموتى في ساحة الصحن وإيواناته وحجراته بعد ان كانت تلك القبور ظاهرة للعيان وتعيق الحركة في الصحن.
2. تذهيب المنائر الأربعة الكبرى في الكاظمية من حد وقوف المؤذن إلى قمتها.
3. تشييد سور مرتفع للصحن يتكون من طابقين.
4. تأسيس قاعدتين ضخمتين في سطح الطابق الثاني من الصحن فوق البابين الرئيسيين في جانبي الشرق والجنوب لنصب ساعتين كبيرتين عليهما.

وعلى أي حال، فقد بدأ العمل في عمارة الصحن يوم 17 ذي القعدة 1296 هـ 1879 م، وتم بجميع ما فيه في 17 ربيع الأول سنة 1301 هـ 1884 م.
ولا تزال هذه العمارة باقية إلى اليوم.. وقد توفي فرهاد میرزا معتمدالدولة القاجاري في طهران عام 1888 وبعد سنة من وفاته نقل جثمانه إلى الكاظمية ودفن عند باب المراد إلى يمين الداخل إلى الصحن الكاظمي وهناك باب صغير من ابواب الكاظمية سمي تيمناً باسمه يعرف بباب الفرهادية.

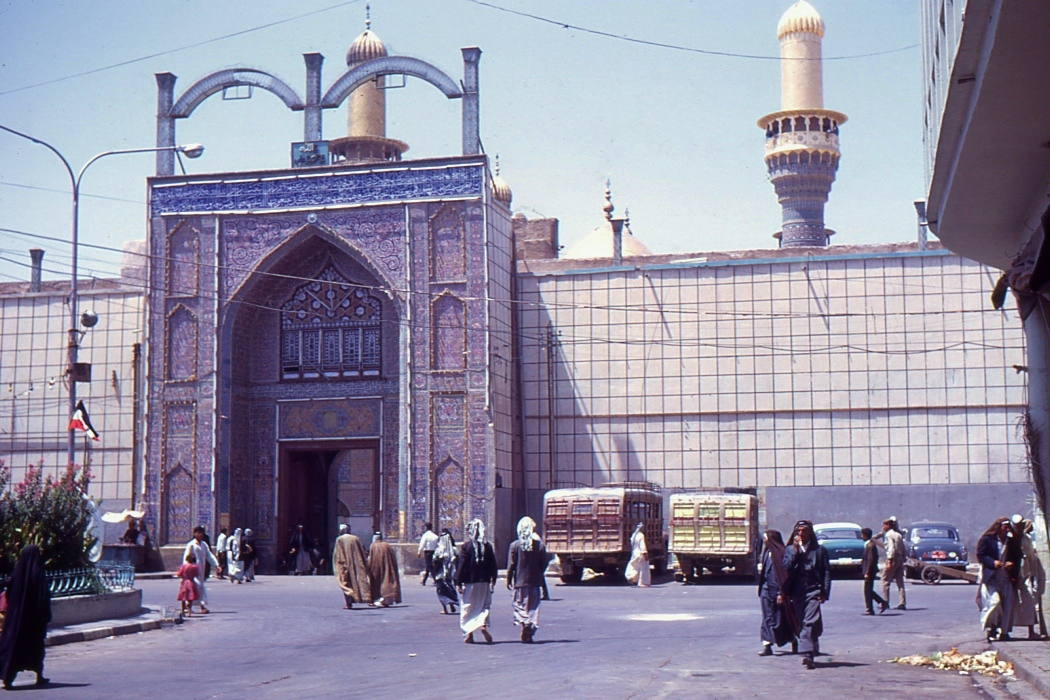
باب القبلة وسور العتبة الكاظمية.

## ابناؤه
1. عصمت‌السلطنة، زوجة قوام‌ الدولة آشتیانی وووالدة ابراهیم معتمد السلطنة ومیرزا علي شکوه‌ الملک
2. سلطان اویس میرزا
3. عبد العلي میرزا

## مؤلفاته
| - القمقام الزخار والصمصام البتار. مقتل فارسي في مجلّدين في مقتل الحسين بن علي بن أبي طالب وأحواله، وضمَّنه كثيراً من أشعاره الفارسية والعربية. وانبرى رجل الدين الأهوازي المعاصر محمد شعاع فاخر لتعريب الكتاب، وطبع التعريب سنة 2002. - هداية السبيل وكفاية الدليل. يتحدث فيه عن رحلته للحج، وذكر فيه: « وقائع كل يوم من سفره إلى مكة من يوم خروجه من طهران السبت 7 شعبان 1292 حتى رجوعه». - جام جم. في الجغرافيا لتمام الكرة الأرضية وتواريخها في مائة وأربعين باباً، وهو مترجم من الإنگليزية مع زيادات من المؤلّف. | - كنز الحساب. شرح على خلاصة الحساب لمؤلّفه الشيخ البهائي. - فرهنگ جغرافیایی ایران. - نصاب انگلیسی بفارسی. لتعليم اللغة الإنگليزية بالفارسية. - زنبيل. ذكر محسن الأمين في ترجمته له أنّه: « في فوائد متفرقة بالعربية والفارسية جمعه الميرزا محمد حسين المنشي العلي آبادي المازندراني من خطوط المذكور أيام ولايته على فارس سنة 1293». |

## شعره
كانت له اشعار رائقة منها قصيدته في ذكر الإمام الحسين (ع) والتي يذكر فيها أهل البيت (ع) ويمدحهم وهي موجودة في كتابه القمقام الزخار والصمصام البتار.. إذ يقول فيها: